# Isometrum glandulosum
Isometrum glandulosum là một loài thực vật có hoa trong họ Tai voi. Loài này được (Batalin) Craib mô tả khoa học đầu tiên năm 1919.